# Джузеппе Геміті
Джузеппе Геміті (нім. Giuseppe Gemiti, нар. 3 травня 1981, Франкфурт-на-Майні) — німецький футболіст, що грав на позиції захисника. По завершенні ігрової кар'єри — тренер. З 2023 року входить до тренерського штабу клубу «Трієстина».
Виступав, зокрема, за клуб «Ліворно», а також молодіжну збірну Німеччини.

## Клубна кар'єра
Народився 3 травня 1981 року в місті Франкфурт-на-Майні. Вихованець футбольної школи клубу «Айнтрахт». Дорослу футбольну кар'єру розпочав 2000 року в основній команді того ж клубу, в якій провів два сезони, взявши участь у 15 матчах чемпіонату. 
Згодом з 2002 по 2012 рік грав у складі команд «Удінезе», «Дженоа», «Модена», «К'єво», «П'яченца», «Модена» та «Новара».
Своєю грою за останню команду привернув увагу представників тренерського штабу клубу «Ліворно», до складу якого приєднався 2012 року. Відіграв за клуб з Ліворно наступні три сезони своєї ігрової кар'єри. Більшість часу, проведеного у складі «Ліворно», був основним гравцем команди.
Протягом 2015—2016 років захищав кольори клубу «Барі».
Завершив ігрову кар'єру у команді «Кремонезе», за яку виступав протягом 2016—2017 років.

## Виступи за збірні
У 2000 році дебютував у складі юнацької збірної Німеччини (U-18), загалом на юнацькому рівні взяв участь у 4 іграх, відзначившись одним забитим голом.
Протягом 2002–2004 років залучався до складу молодіжної збірної Німеччини. На молодіжному рівні зіграв у 20 офіційних матчах, забив 1 гол.

## Кар'єра тренера
Розпочав тренерську кар'єру невдовзі по завершенні кар'єри гравця, 2018 року, увійшовши до тренерського штабу клубу «Дженоа», де пропрацював з 2018 по 2019 рік.
У подальшому входив до тренерських штабів клубів «Модена» та «Трієстина».
З 2023 року входить до тренерського штабу клубу «Трієстина».

## Статистика виступів

### Статистика клубних виступів
| Сезон                | Команда              | Чемпіонат            | Чемпіонат | Чемпіонат | Національний кубок | Національний кубок | Національний кубок | Континентальні кубки | Континентальні кубки | Континентальні кубки | Інші змагання | Інші змагання | Інші змагання | Усього | Усього |
| Сезон                | Команда              | Ліга                 | Ігор      | Голів     | Ліга               | Ігор               | Голів              | Ліга                 | Ігор                 | Голів                | Ліга          | Ігор          | Голів         | Ігор   | Голів  |
| -------------------- | -------------------- | -------------------- | --------- | --------- | ------------------ | ------------------ | ------------------ | -------------------- | -------------------- | -------------------- | ------------- | ------------- | ------------- | ------ | ------ |
| 2000–01              | «Айнтрахт»           | БЛ                   | 3         | 0         | КН                 | 0                  | 0                  | -                    | -                    | -                    | -             | -             | -             | 3      | 0      |
| 2001–02              | «Айнтрахт»           | 2Л                   | 12        | 2         | КН                 | 1                  | 0                  | -                    | -                    | -                    | -             | -             | -             | 13     | 2      |
| Усього за «Айнтрахт» | Усього за «Айнтрахт» | Усього за «Айнтрахт» | 15        | 2         |                    | 1                  | 0                  |                      | -                    | -                    |               | -             | -             | 16     | 2      |
| 2002–03              | «Удінезе»            | A                    | 26        | 0         | КІ                 | 2                  | 0                  | -                    | -                    | -                    | -             | -             | -             | 28     | 0      |
| 2003-січ. 2004       | «Удінезе»            | A                    | 4         | 0         | КІ                 | 0                  | 0                  | КУЄФА                | 0                    | 0                    | -             | -             | -             | 4      | 0      |
| Усього за «Удінезе»  | Усього за «Удінезе»  | Усього за «Удінезе»  | 30        | 0         |                    | 2                  | 0                  |                      | 0                    | 0                    |               | -             | -             | 32     | 0      |
| січ.-черв. 2004      | «Дженоа»             | B                    | 23        | 1         | КІ                 | -                  | -                  | -                    | -                    | -                    | -             | -             | -             | 23     | 1      |
| 2004–05              | «Дженоа»             | B                    | 27        | 2         | КІ                 | 1                  | 0                  | -                    | -                    | -                    | -             | -             | -             | 28     | 2      |
| Усього за «Дженоа»   | Усього за «Дженоа»   | Усього за «Дженоа»   | 50        | 3         |                    | 1                  | 0                  |                      | -                    | -                    |               | -             | -             | 51     | 3      |
| 2005-січ. 2006       | «Модена»             | B                    | 14        | 0         | КІ                 | 1                  | 1                  | -                    | -                    | -                    | -             | -             | -             | 15     | 1      |
| січ.-черв. 2006      | «К'єво»              | A                    | 9         | 0         | КІ                 | -                  | -                  | -                    | -                    | -                    | -             | -             | -             | 9      | 0      |
| 2006–07              | «П'яченца»           | B                    | 35        | 1         | КІ                 | 2                  | 0                  | -                    | -                    | -                    | -             | -             | -             | 37     | 1      |
| 2007–08              | «П'яченца»           | B                    | 31        | 1         | КІ                 | 2                  | 0                  | -                    | -                    | -                    | -             | -             | -             | 33     | 1      |
| Усього за «П'яченца» | Усього за «П'яченца» | Усього за «П'яченца» | 66        | 2         |                    | 4                  | 0                  |                      | -                    | -                    |               | -             | -             | 70     | 2      |
| 2008–09              | «Модена»             | B                    | 31        | 1         | КІ                 | 2                  | 0                  | -                    | -                    | -                    | -             | -             | -             | 33     | 1      |
| Усього за «Модена»   | Усього за «Модена»   | Усього за «Модена»   | 45        | 1         |                    | 3                  | 1                  |                      | -                    | -                    |               | -             | -             | 48     | 2      |
| січ.-черв. 2010      | «Новара»             | ЛП1Д                 | 16        | 0         | КІ-КІ-ЛП           | -                  | -                  | -                    | -                    | -                    | SL-PD         | 2             | 1             | 18     | 1      |
| 2010–11              | «Новара»             | B                    | 36+3      | 0         | КІ                 | 2                  | 0                  | -                    | -                    | -                    | -             | -             | -             | 41     | 0      |
| 2011–12              | «Новара»             | A                    | 34        | 1         | КІ                 | 2                  | 1                  | -                    | -                    | -                    | -             | -             | -             | 36     | 2      |
| Усього за «Новара»   | Усього за «Новара»   | Усього за «Новара»   | 86+3      | 1         |                    | 4                  | 1                  |                      | -                    | -                    |               | 2             | 1             | 95     | 3      |
| 2012–13              | «Ліворно»            | B                    | 35+4      | 0         | КІ                 | 3                  | 0                  | -                    | -                    | -                    | -             | -             | -             | 42     | 0      |
| 2013–14              | «Ліворно»            | A                    | 10        | 0         | КІ                 | 1                  | 0                  | -                    | -                    | -                    | -             | -             | -             | 11     | 0      |
| 2014–15              | «Ліворно»            | B                    | 29        | 0         | КІ                 | 1                  | 0                  | -                    | -                    | -                    | -             | -             | -             | 30     | 0      |
| Усього за «Ліворно»  | Усього за «Ліворно»  | Усього за «Ліворно»  | 74+4      | 0         |                    | 5                  | 0                  |                      | -                    | -                    |               | -             | -             | 83     | 0      |
| 2015–16              | «Барі»               | B                    | 20+1      | 0         | КІ                 | 1                  | 0                  | -                    | -                    | -                    | -             | -             | -             | 22     | 0      |
| 2016–17              | «Кремонезе»          | ЛП                   | 16        | 0         | КІ+КІ-ЛП           | 2+0                | 0                  | -                    | -                    | -                    | -             | -             | -             | 18     | 0      |
| Усього за кар'єру    | Усього за кар'єру    | Усього за кар'єру    | 411+8     | 9         |                    | 23                 | 2                  |                      | 0                    | 0                    |               | 2             | 1             | 444    | 12     |